# Peep Show (TV-serie)
Peep Show är en brittisk komediserie som sändes på Channel 4 åren 2003 till 2015, där tittarna får följa de två vännerna Jeremy "Jez" Osbourne (spelad av Robert Webb) och Mark Corrigans (spelad av David Mitchell) liv i London. Båda huvudkaraktärerna har säregna personligheter, Mark lider av social fobi och är i allmänhet uppgiven och cynisk, medan Jeremy är en arbetslös slöfock som lever på drömmen att bli en känd musiker. Peep Show blev med sina nio säsonger och 54 avsnitt den längsta komediserien hittills på Channel 4.